# Pamry

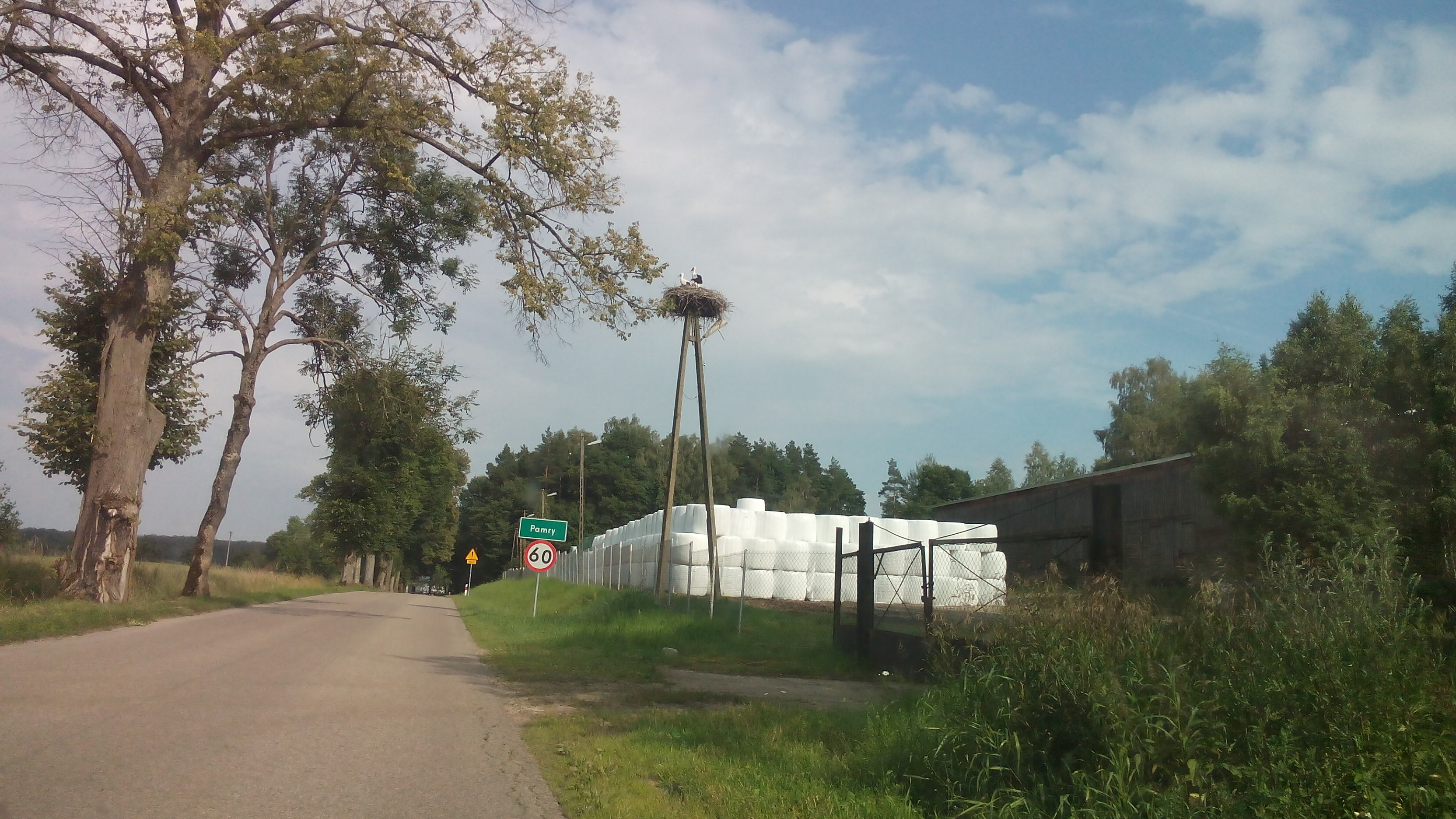
Weißstorchnest in Pamry

Pamry (deutsch Pammern) ist ein Dorf in der polnischen Woiwodschaft Ermland-Masuren, das zur Landgemeinde Wydminy (Widminnen) im Powiat Giżycki (Kreis Lötzen) gehört.

## Geographische Lage
Pamry liegt 300 Meter nördlich des Jezioro Pamer (deutsch Pammer See) in der östlichen Mitte der Woiwodschaft Ermland-Masuren, 20 Kilometer südöstlich der Kreisstadt Giżycko (Lötzen).

## Geschichte
Das dörfliche Gut Pammern wurde 1526 gegründet. Bis zur Mitte des 17. Jahrhunderts gehörte es zum Besitz der Freiherren von Heydeck, von 1830 bis 1880 einer Familie Romejko.
Im Jahr 1874 wurde der Gutsbezirk Pammern in den neu errichteten Amtsbezirk Neuhoff (polnisch Zelki) eingegliedert, der zum Kreis Lötzen im Regierungsbezirk Gumbinnen (1905 bis 1945: Regierungsbezirk Allenstein) der preußischen Provinz Ostpreußen gehörte. Im gleichen Jahr wurde Pammern auch dem Standesamt Neuhoff zugeordnet.
In den Jahren nach 1880 war das Gut Eigentum von Eduard Goldenstedt, der einer Hamburger Kaufmannsfamilie entstammte. 1910 zählte Pammern 124 Einwohner. Gutsbesitzer in den 1920er Jahren war die Familie Kamradt.
Aufgrund der Bestimmungen des Versailler Vertrags stimmte die Bevölkerung im Abstimmungsgebiet Allenstein, zu dem Pammern gehörte, am 11. Juli 1920 über die weitere staatliche Zugehörigkeit zu Ostpreußen (und damit zu Deutschland) oder den Anschluss an Polen ab. In Pammern stimmten 60 Einwohner für den Verbleib bei Ostpreußen, auf Polen entfiel keine Stimme.
Am 17. Oktober 1928 verlor Pammern seine Eigenständigkeit und wurde in die benachbarte Landgemeinde Mallinken (1938 bis 1945 Birkfelde, polnisch Malinka) eingemeindet. Das Gut diente in den Jahren bis 1945 als Sommersitz eines begüterten Königsbergers.
In Kriegsfolge kam Pammern 1945 mit dem gesamten südlichen Ostpreußen zu Polen und trägt seither die polnische Namensform „Pamry“. Der Ort ist heute Sitz eines Schulzenamtes (polnisch sołectwo) und somit eine Ortschaft im Verbund der Landgemeinde Wydminy (Widminnen) im Powiat Giżycki (Kreis Lötzen), vor 1998 der Woiwodschaft Suwałki, seither der Woiwodschaft Ermland-Masuren zugehörig.
Das Gutshaus aus der zweiten Hälfte des 19. Jahrhunderts brannte 1937 aus, wurde aber wieder mit leichten Veränderungen aufgebaut. Die Kriegszeit hat es relativ gut überstanden und befindet sich heute in Privatbesitz.

## Religionen
Bis 1945 war Pammern in die evangelische Kirche Neuhoff in der Kirchenprovinz Ostpreußen der Kirche der Altpreußischen Union sowie in die katholische Pfarrkirche St. Bruno Lötzen im Bistum Ermland eingepfarrt.
Heute gehört Pamry zur evangelischen Kirchengemeinde Wydminy, einer Filialgemeinde der Pfarrei Giżycko in der Diözese Masuren der Evangelisch-Augsburgischen Kirche in Polen bzw. zur katholischen Pfarrei Zelki im Bistum Ełk (Lyck) der Römisch-katholischen Kirche in Polen.

## Verkehr
Pammern liegt an der verkehrsgünstigen Woiwodschaftsstraße DW 656, die die beiden Kreisstädte Giżycko (Lötzen) und Ełk (Lyck) miteinander verbindet. Außerdem führt eine Nebenstraße von der Woiwodschaftsstraße DW 655 bei Wydminy (Widminnen) über Rydze (Nienstedten) nach hier, ebenso wie ein von Talki (Talken) kommender Landweg hier endet.
Die nächstgelegene Bahnstation ist Wydminy an der Bahnstrecke Głomno–Białystok der Polnischen Staatsbahn (PKP).